# Veľké Úľany
Veľké Úľany (Hongaars: Nagyfödémes) is een Slowaakse gemeente in de regio Trnava, en maakt deel uit van het district Galanta.
Veľké Úľany telt 4.482 inwoners. Het overgrote deel van de bevolking is etnisch Hongaars.
De gemeente ligt precies op de taalgrens, ten noorden wordt er Slowaaks gesproken, in de gemeente zelf en ten zuiden daarvan is het Hongaars de moedertaal van de bevolking. De bewoners behoren tot de Hongaarse minderheid in Slowakije.

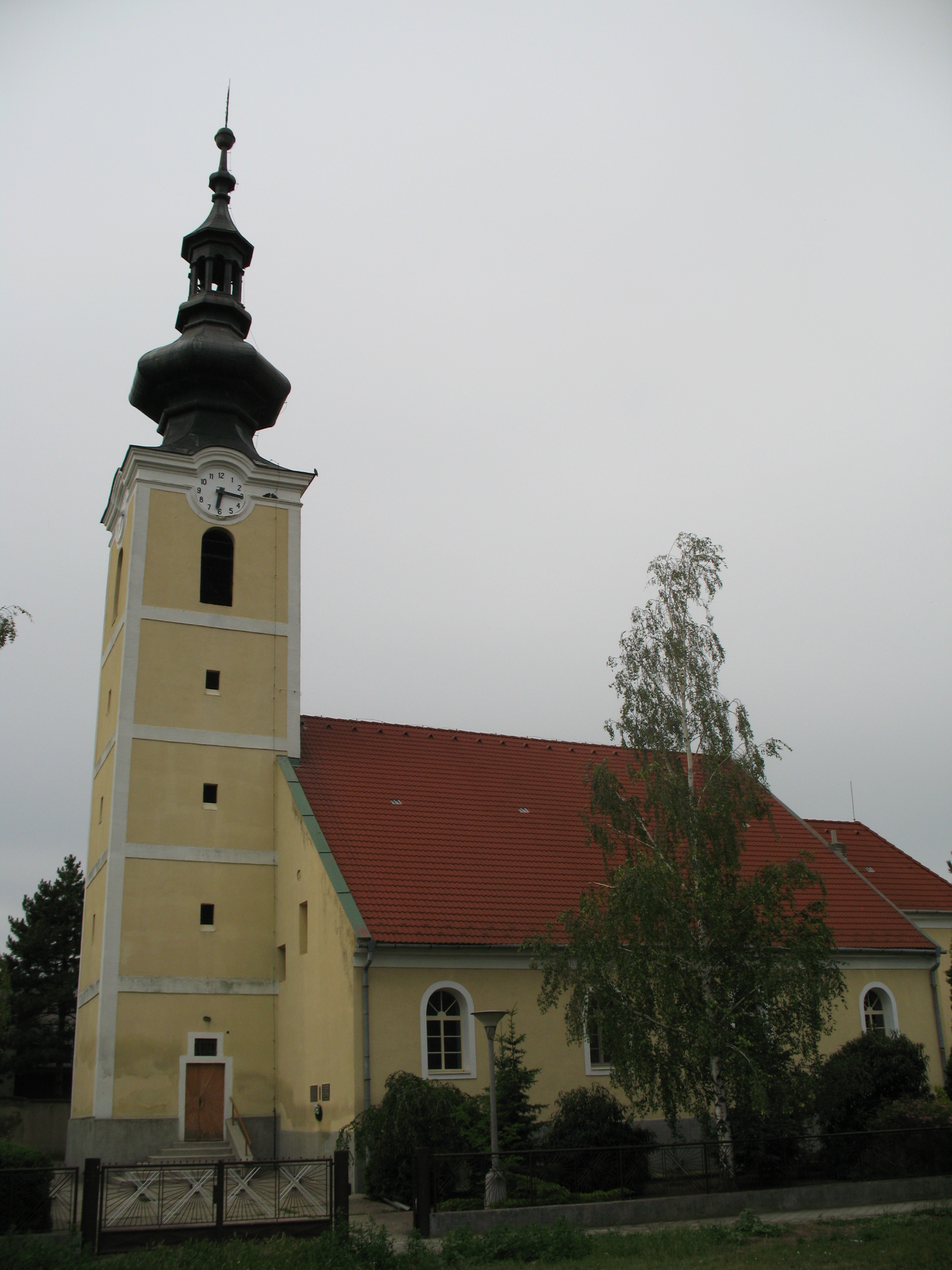
Kerk